# Nevado de Colima
Nevado de Colima eller Tzapotépetl är en utslocknad stratovulkan i kommunen Tuxpan och delstaten Jalisco i den södra delen av Mexiko. Toppen på Nevado de Colima ligger 4 237 meter över havet.
I närheten av Nevado de Colima
ligger den aktiva vulkanen Colima vars topp ligger 3 860 meter över havet. Båda vulkanerna ligger i nationalparken Parque Nacional del Nevado de Colima.